# Dusičnan lanthanitý
Dusičnan lanthanitý je anorganická sloučenina s chemickým vzorcem La(NO3)3. Dusičnan lanthanitý je rozpustný ve vodě a tvoří bílé krystalické hydráty.

## Příprava
- Příprava dusičnanu lanthanitého je možná rozpuštěním kovového lanthanu v zředěné kyselině dusičné:

{\displaystyle {\ce {\mathsf {8La\ +30HNO_{3}\ \xrightarrow {} \ 8La(NO_{3})_{3}\ +3NH_{4}NO_{3}\ +9H_{2}O}}}}
- Rozpouštění oxidu nebo hydroxidu lanthanitého v kyselině dusičné:

{\displaystyle {\ce {\mathsf {La_{2}O_{3}\ +6HNO_{3}\ \xrightarrow {} \ 2La(NO_{3})_{3}\ +3H_{2}O}}}}
{\displaystyle {\ce {\mathsf {La(OH)_{3}\ +3HNO_{3}\ \xrightarrow {} \ La(NO_{3})_{3}\ +3H_{2}O}}}}
- Reakcí oxidu dusičitého s kovovým lanthanem:

{\displaystyle {\ce {\mathsf {La\ +6NO_{2}\ \xrightarrow {150^{o}C} \ La(NO_{3})_{3}\ +3NO}}}}

## Fyzikální vlastnosti
Dusičnan lanthanitý tvoří bílé krystaly, které na vzduchu tají. Dobře se rozpouští ve vodě. Je také rozpustný v ethanolu a ethylendiaminu. Tvoří hexahydráty.

## Chemické vlastnosti
- Rozklad při zahřívání:[3]

{\displaystyle {\ce {\mathsf {4La(NO_{3})_{3}\ \xrightarrow {780^{o}C} \ 2La_{2}O_{3}\ +12NO_{2}\ +3O_{2}}}}}
- Rozklad hexahydrátu dusičnanu lanthanitého při zahřívání:

{\displaystyle {\ce {\mathsf {2(La(NO_{3})_{3}\cdot 6H_{2}O)\ \xrightarrow {600-780^{o}C} \ 2La(NO_{3})O\ +4NO_{2}\ +O_{2}\ +12H_{2}O}}}}
- Bezvodá sůl se získá sušením krystalického hydrátu ve vakuu:

{\displaystyle {\ce {\mathsf {La(NO_{3})_{3}\cdot 6H_{2}O\ \xrightarrow {20^{o}C,vacuum} \ La(NO_{3})_{3}\ +6H_{2}O}}}}
- Reakce s hydroxidem sodným:

{\displaystyle {\ce {\mathsf {La(NO_{3})_{3}\ +3NaOH\ \xrightarrow {} \ La(OH)_{3}\downarrow +3NaNO_{3}}}}}
{\displaystyle {\ce {\mathsf {La(NO_{3})_{3}\ +3NaOH\ \xrightarrow {100^{o}C} \ LaO(OH)\downarrow +3NaNO_{3}\ +H_{2}O}}}}
- Rozklad kyselinou sírovou:

{\displaystyle {\ce {\mathsf {2La(NO_{3})_{3}\ +3H_{2}SO_{4}\ \xrightarrow {} \ La_{2}(SO_{4})_{3}\downarrow +6HNO_{3}}}}}
- Reakce s fosforečnany alkalických kovů:

{\displaystyle {\ce {\mathsf {La(NO_{3})_{3}\ +2Na_{3}PO_{4}\ \xrightarrow {} \ LaPO_{4}\downarrow +3NaNO_{3}}}}}
- Reakce s uhličitany alkalických kovů:

{\displaystyle {\ce {\mathsf {La(NO_{3})_{3}\ +2K_{2}CO_{3}\ +H_{2}O\ \xrightarrow {} \ LaCO_{3}(OH)\downarrow +3KNO_{3}\ +KHCO_{3}}}}}